# Пограничное (Омская область)
Пограни́чное — деревня в Русско-Полянском районе Омской области России. Входит в состав Алаботинского сельского поселения.

## География
Деревня находится юго-восточной части Омской области, в степной зоне, в пределах Ишимской равнины, вблизи государственной границы с Казахстаном, на расстоянии примерно 10 км (по прямой) к северо-западу от посёлка городского типа Русская Поляна, административного центра района. Абсолютная высота — 128 м над уровнем моря.
Часовой пояс
Деревня Пограничное, как и вся Омская область, находится в часовой зоне МСК+3. Смещение применяемого времени относительно UTC составляет +6:00.

## Население
| 2010 | 2014 | 2015 |
| ---- | ---- | ---- |
| 162  | ↗176 | ↘160 |

Половой состав
По данным Всероссийской переписи населения 2010 года, в гендерной структуре населения мужчины составляли 51,9 %, женщины — соответственно 48,1 %.
Национальный состав
Согласно результатам переписи 2002 года, в национальной структуре населения русские составляли 50 % из 199 чел., казахи — 29 %.

## Улицы
- ул. Граничная,
- ул. Новая,
- ул. Степная,
- ул. Центральная[7].